# Cookia novator
Cookia novator är en mångfotingart som beskrevs av Filippo Silvestri 1896. Cookia novator ingår i släktet Cookia och familjen plattdubbelfotingar. Inga underarter finns listade i Catalogue of Life.